# Eleição presidencial nos Estados Unidos em 1828
A eleição presidencial dos Estados Unidos de 1828 foi a décima-primeira eleição no país. Nesta consulta foi eleito Andrew Jackson como presidente e John Calhoun como vice-presidente.
Em segundo lugar ficou o candidato do Partido Nacional Republicano, o então presidente John Quincy Adams, e o seu colega de partido Richard Rush, que se candidatou a vice-presidente.
Contrariamente ao que ocorreu em 1824, nenhum outro candidato importante apareceu na corrida, permitindo que Jackson consolidasse uma forte base e que ganhasse facilmente de Adams, alcançando a presidência.

## Antecedentes
Andrew Jackson ganhou muitos votos populares e votos do colégio eleitoral na eleição de 1824, mas perdeu frente a Adams quando a eleição foi colocada nas mãos da Casa dos Representantes. Henry Clay (então porta-voz da Casa) encontrou-se com a oportunidade fazer equipe com Adams, embora os dois homens não mantivessem relações cordiais. Clay não gostava de Jackson. Clay ajudou a eleger Adams anteriormente, e alguns dias depois da eleição, Adams nomeou Clay como Secretário de Estado, posição que naquela época conduzia quase sempre à sucessão na presidência. Jackson e os seus seguidores chamaram imediatamente o governo de Adams e Clay de "acordo corrupto", e começaram em campanha até à eleição de 1828.

## Processo eleitoral
Os eleitores gerais elegem outros "eleitores" que formam o Colégio Eleitoral. A quantidade de "eleitores" por estado varia de acordo com a quantidade populacional do estado. Em quase todos os estados, o vencedor do voto popular leva todos os votos do Colégio Eleitoral.

## Votações das indicações dos congressistas
Os congressistas americanos se reuniam informalmente para decidirem quem seriam os candidatos pelo seu partido.

### Indicação doPartido Democrata
- Andrew Jackson (Tennessee), ex-senador.

Em poucos meses após a posse de John Quincy Adams em 1825, a legislatura do Tennessee recandidatou Jackson à presidência, assim, preparando o palco para uma revanche entre os dois políticos muito diferentes dali a três anos. Não houve uma votação. Jackson aceitou o histórico vice-presidente John C. Calhoun como seu companheiro de chapa. Partidários de Jackson se chamavam Democratas, marcando assim a evolução do Partido Democrata-Republicano de Thomas Jefferson para o moderno Democrata.

### Indicação doPartido Nacional Republicano
- John Quincy Adams (Massachusetts), presidente dos Estados Unidos.

O presidente John Quincy Adams foi indicado pelos legislativos estaduais e comícios partidários. Não houve uma votação. Adams aceitou Richard Rush da Pensilvânia como companheiro de chapa. Os que apoiavam Adams se chamavam os republicanos-nacional, que mais tarde como Whig e o Republicano em partes.

## Resultados
| Candidato presidencial                                        | Candidato presidencial                                        | Partido                                                       | Estado de origem                                              | Voto popular(a)                                               | Voto popular(a)                                               | Colégio Eleitoral | Colégio Eleitoral | Running mate                | Running mate     | Running mate      |
| Candidato presidencial                                        | Candidato presidencial                                        | Partido                                                       | Estado de origem                                              | Votos                                                         | %                                                             | Votos             | %                 | Candidato vice-presidencial | Estado de origem | Colégio Eleitoral |
| ------------------------------------------------------------- | ------------------------------------------------------------- | ------------------------------------------------------------- | ------------------------------------------------------------- | ------------------------------------------------------------- | ------------------------------------------------------------- | ----------------- | ----------------- | --------------------------- | ---------------- | ----------------- |
|                                                               | Andrew Jackson                                                | Democrata                                                     | Tennessee                                                     | 642,553                                                       | 55,97%                                                        | 178               | 68,2%             | John C. Calhoun             | Carolina do Sul  | 171               |
| William Smith                                                 | Andrew Jackson                                                | Democrata                                                     | Tennessee                                                     | 642,553                                                       | 55,97%                                                        | 178               | 68,2%             | Carolina do Norte           | 7                |                   |
|                                                               | John Quincy Adams                                             | Nacional Republicano                                          | Massachusetts                                                 | 500,897                                                       | 43,6%                                                         | 83                | 31,8%             | Richard Rush                | Pensilvânia      | 83                |
|                                                               | Outros                                                        | Outros                                                        | Outros                                                        | 4,568                                                         | 0,40%                                                         | 0                 | 0%                | Outros                      | Outros           | 0                 |
| Total                                                         | Total                                                         | Total                                                         | Total                                                         | 1,148,018                                                     | 100%                                                          | 261               | 100%              |                             |                  | 261               |
| Votos mínimos do Colégio Eleitoral que se precisa para vencer | Votos mínimos do Colégio Eleitoral que se precisa para vencer | Votos mínimos do Colégio Eleitoral que se precisa para vencer | Votos mínimos do Colégio Eleitoral que se precisa para vencer | Votos mínimos do Colégio Eleitoral que se precisa para vencer | Votos mínimos do Colégio Eleitoral que se precisa para vencer | 131               |                   |                             |                  | 131               |

Fonte- Voto popular: Colégio Eleitoral: 
(a)Os valores do voto popular de Delaware e Carolina do Sul são excluídos. Em ambos os estados, os eleitores foram escolhidos pelos legislativos estaduais e não por voto popular.

### Seleção dos "eleitores" do Colégio Eleitoral
| Método de escolha dos "eleitores" | Estado (s)                 |
| --- | -------------------------- |
| Cada "eleitor" é nomeado pelo legislativo estadual                                                                                                   | Delaware, Carolina do Sul. |
| O estado é dividido em distritos eleitorais, com um "eleitor" sendo escolhido por distrito pelos eleitores do distrito                               | Maryland, Tennessee.       |
| Dois "eleitores" são escolhidos pelos eleitores em todo o estado. Um "eleitor" é escolhido pelo distrito congressional, pelos eleitores do distrito. | Maine.                     |
| Um "eleitor" é escolhido pelo distrito congressional, pelos eleitores do distrito Os dois "eleitores" restantes são escolhidos pelos eleitores.      | Nova Iorque                |
| Cada "eleitor" é escolhido pelos eleitores em todo o estado                                                                                          | Todos os outros estados.   |